# 亞述烏巴立特二世
亞述烏巴立特二世（Ashur-uballit II）（？—前609年），是亞述帝國最後一任國王，統治時期為前612年至前609年。在巴比倫與米底聯軍於前612年攻佔尼尼微後，他逃到哈蘭作王。公元前609年，因兵败被俘，不知所终。
| 前任： 辛沙里施昆 | 亚述国王 前612年－前609年 | 繼任： — |